# سسیلتون (مریلند)
سسیلتون (به انگلیسی: Cecilton) شهری در ایالت مریلند کشور ایالات متحده آمریکا است که جمعیت آن در سرشماری سال ۲۰۱۰ میلادی، ۶۶۳ نفر بوده‌است.